# Волоконная брэгговская решётка
Волоко́нная брэ́гговская решётка (ВБР) — распределённый брэгговский отражатель (разновидность дифракционной решетки), сформированный в светонесущей сердцевине оптического волокна. ВБР обладают узким спектром отражения, используются в волоконных лазерах, волоконно-оптических датчиках, для стабилизации и изменения длины волны лазеров и лазерных диодов и т. д.

## Принцип действия
Спектральная избирательность отражения от волоконных брэгговских решёток обусловлена периодическим по длине изменением показателя преломления светонесущей сердцевины и обусловлена дифракцией на этих периодических оптических неоднородностях.
Пространственный период неоднородностей {\displaystyle \Lambda } подбирают таким образом, чтобы в нём отражались световые волны с нужной длиной волны. Если усреднённый по длине показатель преломления структуры {\displaystyle n}, то отражение будет наблюдаться при длинах волн:
{\displaystyle \lambda _{B}=2n\Lambda }
Например, при длине периода структуры 530 нм наблюдается отражение на длине волны
около 1540 нм. Для сравнения, у длиннопериодной волоконной решетки период составляет 100 мкм и более.
Характерная длина периодической структуры ВБР от 1 мм до нескольких см, то есть количество неоднородностей от тысячи до десятков тысяч. Относительное изменение показателя преломления от среднего порядка {\displaystyle 10^{-4}}. Большое количество штрихов при малом изменении показателя преломления приводит к очень узкому спектру отражения — ширина спектра отражения обычно составляет доли нанометров.
Период структуры и, соответственно, длина волны отражённого света изменяется при механическом сжатии или растяжении волокна. Это явление используется в волоконно-оптических датчиках, например, в тензометрических измерениях и для перестройки в узких пределах длины волны лазера. Изменение температуры приводит к тепловому изменению длины структуры и также сдвигает спектр отражения, что может быть использовано в термометрах.
Датчики температуры и давления и некоторых других параметров на основе "волоконной Брэгговской решетки" используются во многих областях, где требуется долговечный и надежный источник данных, низкая стоимость и высокая устойчивость к агрессивной среде (высокие температуры, агрессивные химические среды, ионизирующие излучения и т.д.). В частности, для измерений температур и давлений внутри нефтяных и газовых скважин ископользуются многофункциональные датчики температур и давлений на основе ВБР. В некоторых современных ЖРД новых ракетных систем (например, ЖРД "Раптор" ракетной системы "Старшип") для непрерывного слежения за состоянием двигателя в процессе полета также используются датчики температур и вибраций на основе ВБР. Другие примеры использования...

## Технология изготовления
Плавлёный кварц, легированный оксидом германия (материал сердцевины оптического волокна) или легированный соединениями других химических элементов обладает свойством изменять показатель преломления материала под воздействием ультрафиолетового излучения (УФ). Периодическая пространственная структура УФ-излучения (интерференционные полосы) для создания брэгговской решётка в волокне формируется с помощью интерференции двух пучков УФ излучения, сфокусированных цилиндрической линзой в область сердцевины, в направлении, поперечном оси оптического волокна. Для этого пучок УФ лазера делится на 2 части.

Создание волоконных брэгговских решёток интерферометром Ллойда.

Применяются различные методы создания ВБР: непосредственно с помощью фазовой маски, делением пучка с помощью фазовой маски или делительной пластинки и сведением с помощью дополнительных зеркал, а также с помощью интерферометра Ллойда. Для этого с участка оптоволокна, в котором создаётся ВБР, удаляется полимерное покрытие, поглощающее УФ излучение.
Для создания ВБР могут использоваться различные источники УФ-излучения (обычно лазеры):
с генерацией второй гармоники непрерывного
аргонового ионного лазера, эксимерные KrF и ArF УФ-лазеры, с генерацией четвёртой
гармоники Nd:YAG-лазера.
Помимо интерференционного метода создания ВБР применяется формирование неоднородностй отдельными точками, при этом каждая неоднородность формируются последовательно остросфокусированным пучком излучения.
Показано, что кроме ультрафиолетовых лазеров могут применяться фемтосекундные лазеры (гармоники инфракрасных лазеров).